# Suppenmuseum

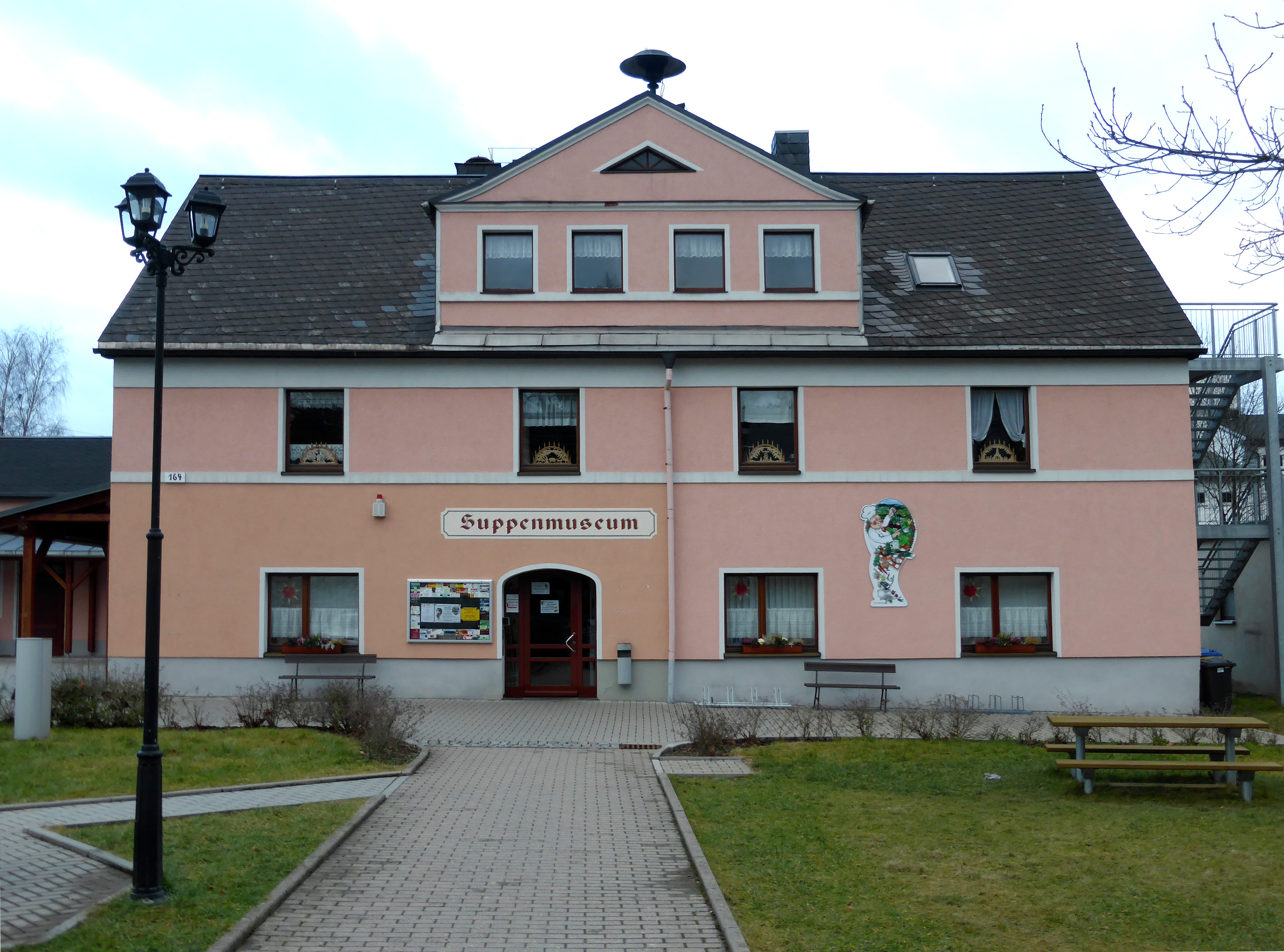
Museumsgebäude in Neudorf

Das Suppenmuseum befindet sich in Neudorf, einem Ortsteil der Gemeinde Sehmatal im oberen Erzgebirge. Es ist das erste seiner Art in Deutschland.

## Namensgebung
Die Gemeinde Neudorf ist von jeher als „Suppenland“ bekannt. Diese Bezeichnung rührt von einer alten Sage her, der sogenannten „Katzenhans-Sage“. Sie besagt, dass um 1532 ein Einsiedler namens Katzenhans im Winter in das Dorf ging, um nach Nahrung zu betteln. Überall, wo man ihm Einlass gewährte, bekam er eine Suppe gereicht. Daraufhin soll er auf dem Weg in den Wald Bauchschmerzen bekommen und das Dorf verächtlich als „Suppendorf“ bezeichnet haben. Dies verbreitete sich in der gesamten Gegend und so trägt Neudorf bis heute den Spitznamen „Suppenland“.

## Das Museum

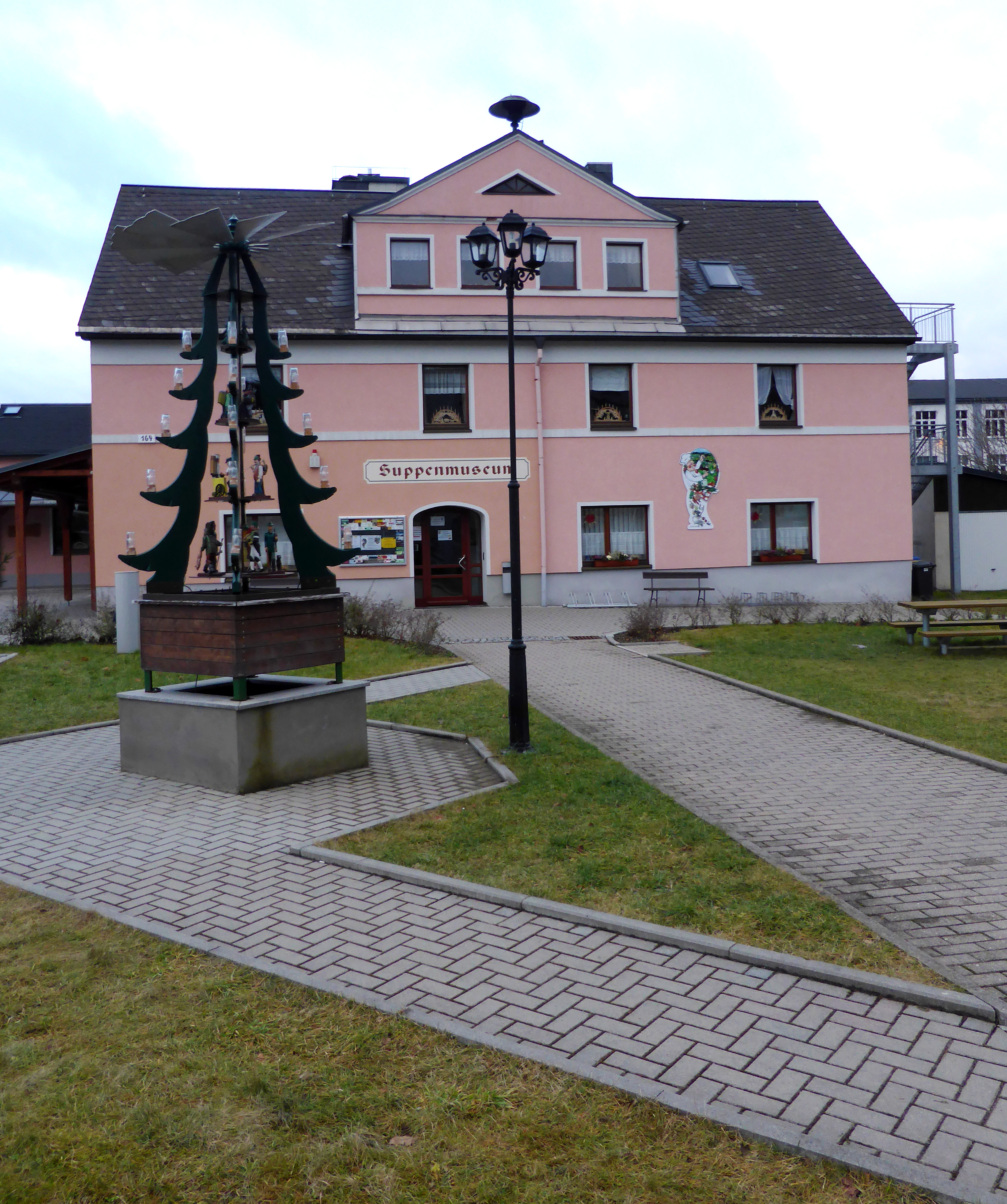
Ehem. Rathaus, seit 2013 Suppenmuseum; Ortspyramide

Das Museum beherbergt seit 1992 allerlei Wissenswertes über Suppen, wie zum Beispiel Rezepte, Utensilien sowie Bilder und Texte zum Thema Suppe. Außerdem wird besonders auf die einheimischen Bräuche, wie die Suppenkoch-Olympiade oder das Suppentopfziehen, eingegangen. Töpfe, Teller, Terrinen und Pfannen dokumentieren die Entwicklung einfacher Kochkunst in den erzgebirgischen Dörfern. Das herbe Klima in den Bergen und die oft finanziellen Nöte prägten den Alltag der Menschen. Unterschiedliche Suppen waren oft die einzig erschwingliche Alltagskost. Anfänglich befand sich das Museum in kleineren Räumen im Wohnungsbereich des Kaiserhofs Neudorf. Im August 2013 konnte das Museum neue Räumlichkeiten im benachbarten ehemaligen Rathaus beziehen.

## Visuelle Eindrücke

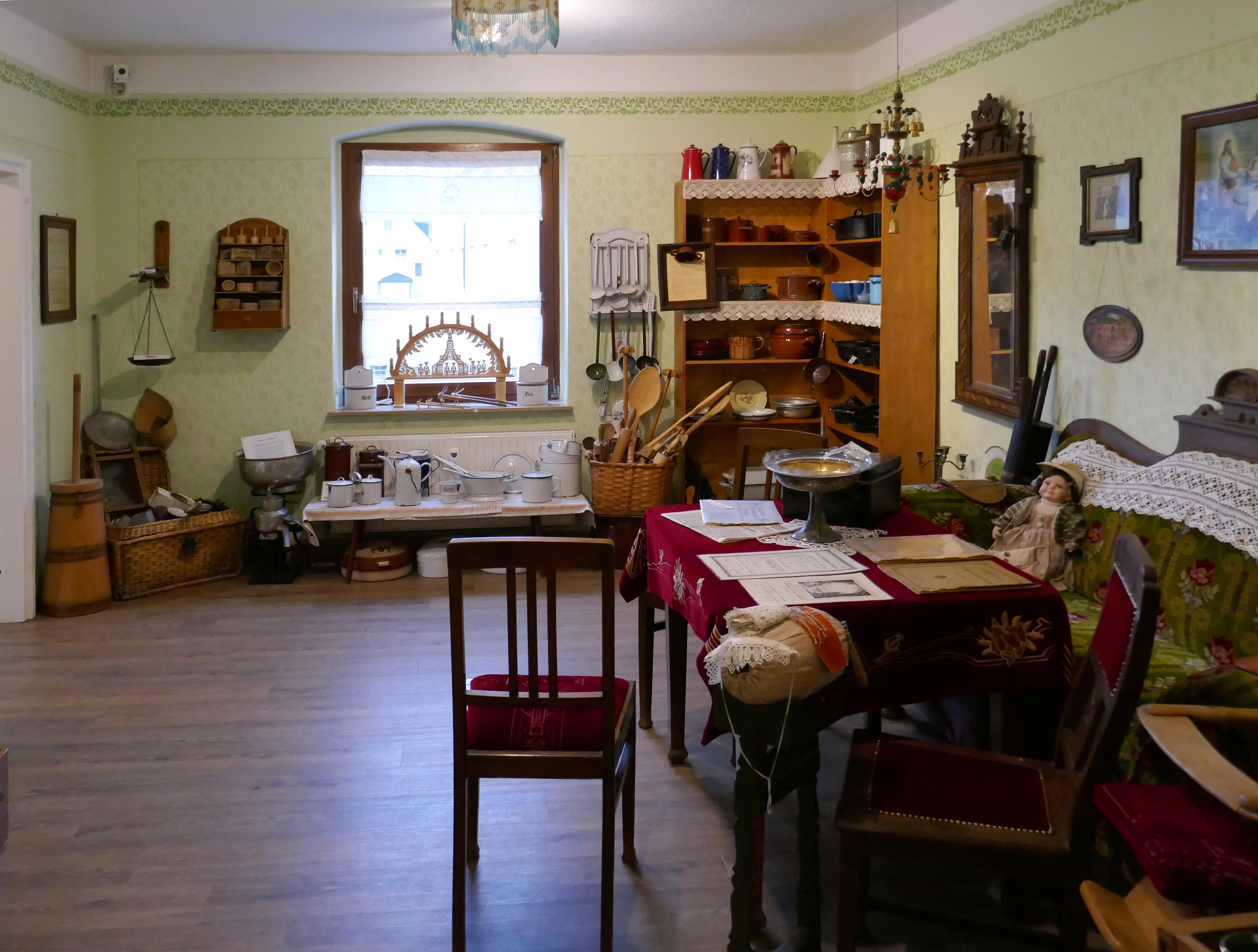
Die Gute Stube um 1910
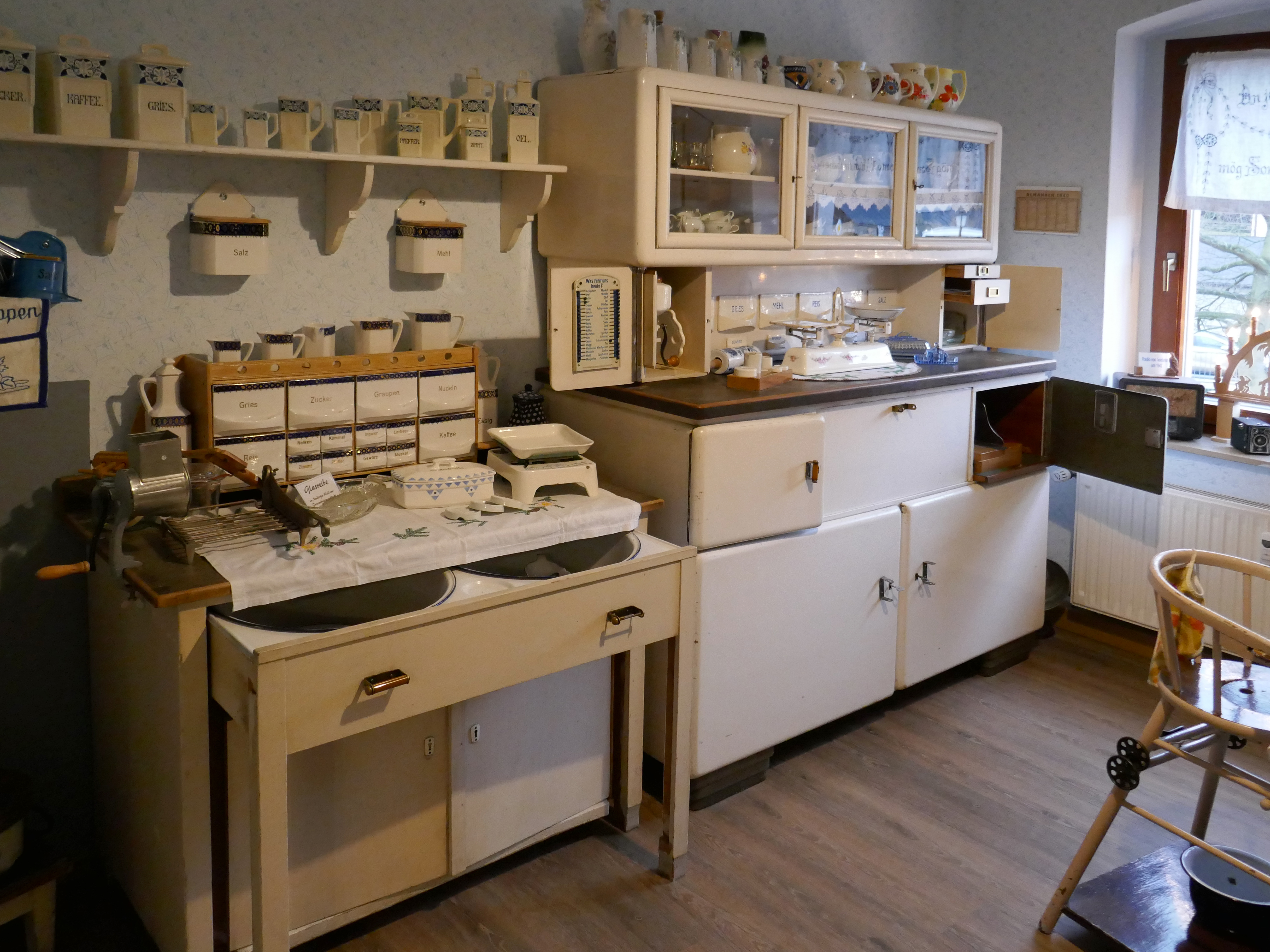
Küche 1930
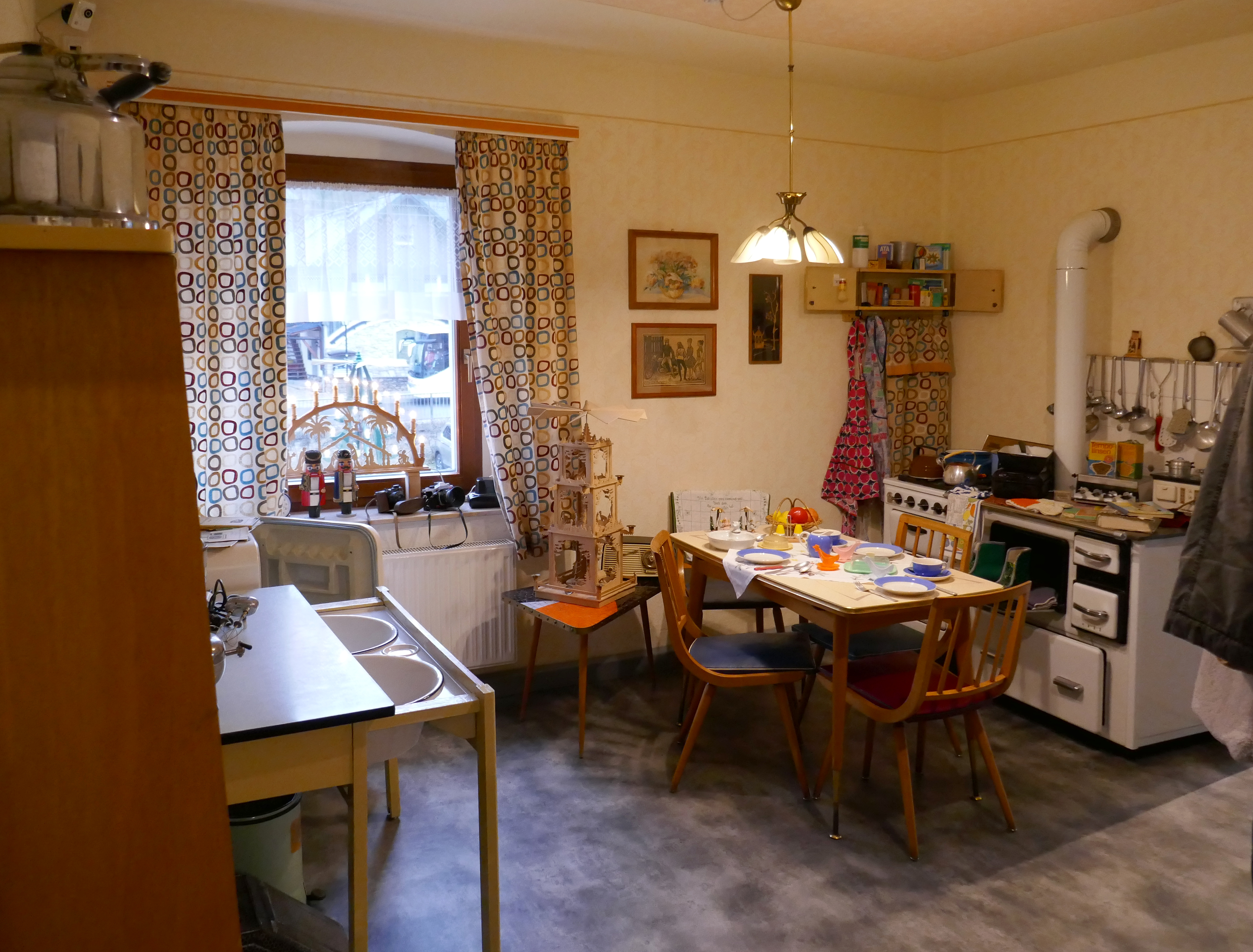
DDR-Küche um 1960
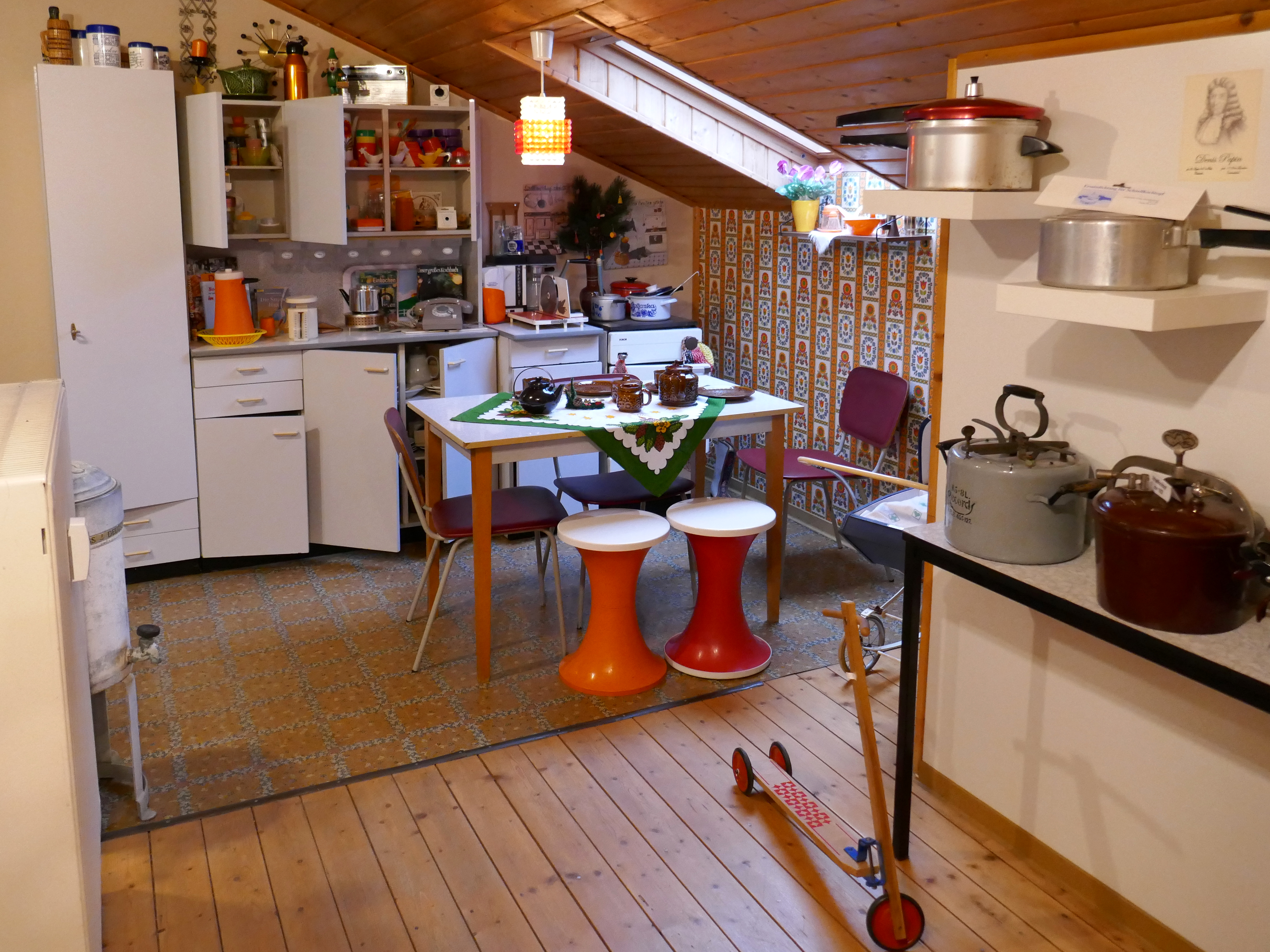
DDR-Küche um 1970